# First Encounter Tour 1996
First Encounter Tour 1996 es un álbum en directo del dúo alemán Cluster. Fue grabado en vivo en varias locaciones durante la primera gira de la banda en Estados Unidos, y lanzado en febrero de 1997 por el sello californiano Purple Pyramid. Es el único álbum doble en la discografía de Cluster.
El sonido de First Encounter Tour 1997 da buena muestra del eclecticismo musical del dúo. Algunas secciones de las canciones más largas, parecen presentar incluso nuevas dimensiones en la música de Cluster, con bases de un ambient profundamente atmosférico que conduce a secciones con melodías definidas y ritmos. Mucha de la música en el álbum es improvisada, pero también aparecen algunas piezas preparadas. Por ejemplo, "Portland Oregon #2" es una interpretación en vivo de "Emmental", del disco Apropos Cluster. Una pequeña parte de "New York City" viene de la sección experimental de la canción "Grosses Wasser", del álbum homónimo. Asimismo, ciertas secciones son similares a algunas piezas de Japan 1996 Live.

## Lista de canciones
| CD1 |                         |          |  |
| N.º | Título                  | Duración |  |
| 1.  | «New York City»         | 32:58    |  |
| 2.  | «Phoenix Arizona #1»    | 4:04     |  |
| 3.  | «Portland Oregon #1»    | 29:05    |  |
| 4.  | «New Orleans Louisiana» | 4:42     |  |
| 5.  | «Portland Oregon #2»    | 3:36     |  |

| CD2 |                                                                 |          |  |
| N.º | Título                                                          | Duración |  |
| 1.  | «Providence Rhode Island»                                       | 7:01     |  |
| 2.  | «Eugene Oregon»                                                 | 20:13    |  |
| 3.  | «Asheville North Carolina»                                      | 2:41     |  |
| 4.  | «Chicago Illinois»                                              | 5:31     |  |
| 5.  | «Phoenix Arizona #2»                                            | 13:30    |  |
| 6.  | «Covington Kentucky»                                            | 4:51     |  |
| 7.  | «Minneapolis Minnesota»                                         | 6:51     |  |
| 8.  | «Bond Bergland / The Brain (Anderson Indiana/Chicago Illinois)» | 15:56    |  |

Nota: Cada canción lleva como título la ciudad donde fue grabada, con excepción de "Bond Bergland / The Brain (Anderson Indiana/Chicago Illinois)". El músico Bond Bergland y el dúo The Brain participan como invitados en dicha pista, que fue grabada en Anderson, Indiana, y en Chicago, Illinois.

## Créditos

### Músicos

#### Cluster
- Hans-Joachim Roedelius – sintetizador Ensoniq TS10, piano de cola, campanillas de viento, material preparado de cinta, máquina de efectos, mesa de mezclas
- Dieter Moebius – sintetizador Korg Prophecy, sintetizador Proteus FX, sintetizador Minimoog, material preparado de cinta, máquina de efectos, mesa de mezclas

#### Invitados
- Bond Bergland, en "Bond Bergland / The Brain (Anderson Indiana/Chicago Illinois)"
- The Brain, en "Bond Bergland / The Brain (Anderson Indiana/Chicago Illinois)"

### Producción
- Grabado por Dieter Moebius, Paul Fox, Russel Curry y Tim Story.
- Arte de portada por Hans-Joachim Roedelius.